# Жуківська сільська рада (Золочівський район)
| Жуківська сільська рада — колишній орган місцевого самоврядування у Золочівському районі Львівської області з адміністративним центром у с. Жуків. Історична дата утворення: в 1939 році. Водоймища на території, підпорядкованій даній раді: річка Гнила Липа. Сільській раді були підпорядковані населені пункти: - с. Жуків - с. Кропивна - с. Роздоріжне |

## Склад ради
Рада складалася з 12 депутатів та голови.

### Керівний склад ради
| ПІБ                         | Основні відомості                                                                              | Дата обрання | Дата звільнення |
| --------------------------- | ---------------------------------------------------------------------------------------------- | ------------ | --------------- |
| Білінський Петро Степанович | Сільський голова, 1952 року народження, освіта, безпартійний                                   | 26.03.2006   | 31.10.2010      |
| Білінський Петро Степанович | Сільський голова, 1952 року народження, освіта середня спеціальна, член Народного Руху України | 31.10.2010   |                 |

Примітка: таблиця складена за даними джерела